# П’ятничний піст

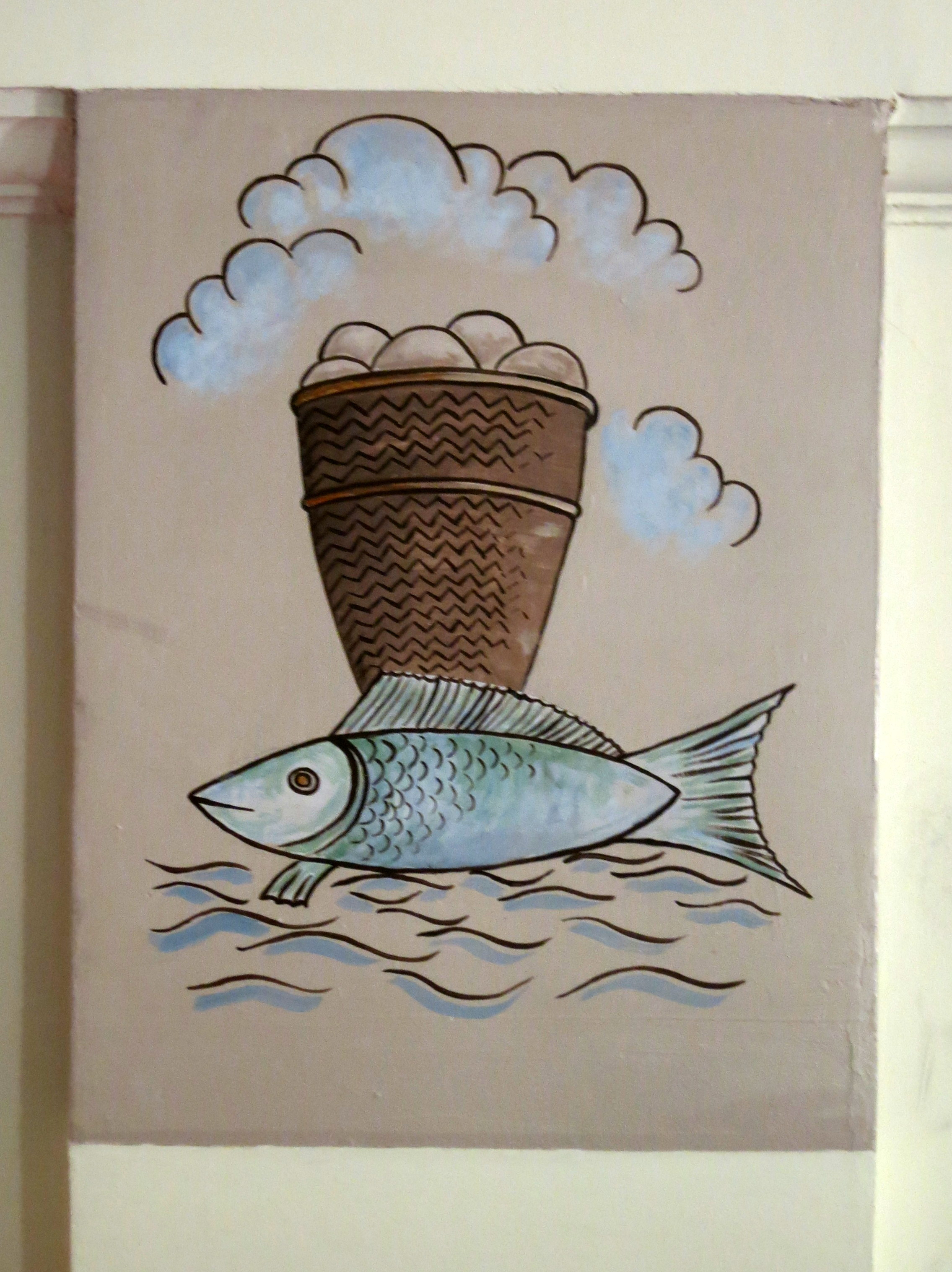

П'ятничний піст — християнська практика різного (залежно від конфесії) утримання від м'яса, молочних продуктів та алкоголю по п'ятницях або дотримання посту по п'ятницях, що найчастіше зустрічається у православній, орієнтально-православній, католицькій, лютеранській, англіканська та методистська традиції. Вчення Дванадцяти Апостолів, написане в першому столітті нашої ери, наказувало християнам постити як у середу (четвертий день тижня), так і в п'ятницю (шостий день тижня). Піст у середу виконується на згадку про зраду Христа Юдою в Велику середу, тоді як п'ятничний піст виконується на згадку про розп'яття Ісуса Христа у Страсну п'ятницю. Таким чином, усі п'ятниці в році історично вважалися в багатьох частинах християнського світу днем суворого посту та утримання від алкоголю, м'яса та лактицинії (молоко та молочні продукти). Утримання від м'яса по п'ятницях вважається жертвою багатьох християн, оскільки вони вірять, що у Страсну п'ятницю Ісус приніс своє тіло в жертву за людство. У Православних церквах у п'ятницю, крім посту від їжі до заходу сонця, вірянам також наказано утримуватися від статевих стосунків.

## У християнстві

### У православ'ї
За словами Никодима Святого, православні християни зобов'язані дотримуватися посту по середах і п'ятницях, але їсти один раз на день, у другій половині дня, не вживаючи олії та вина. Пост у середу дотримується тому, що в цей день збиралася рада юдеїв, щоб зрадити Ісуса Христа; п'ятничний піст, тому що в цей день він зазнав смерті. Вечеря, яку їдять після закінчення посту ввечері, зазвичай веганська.

### У католицизмі
У католицизмі окремі правила приймаються окремими єпископатами. У Сполучених Штатах у 1966 році Конференція католицьких єпископів Сполучених Штатів прийняла Норми II і IV, які зобов'язували всіх осіб від чотирнадцяти років утримуватися від м'яса у п'ятниці Великого посту та протягом року. Раніше вимога утримуватися від м'яса в усі п'ятниці року поширювалася на осіб віком від семи років. Канони 1252 і 1253 Кодексу Канонічного Права 1983 року висловлюють це ж правило і додають, що єпископи можуть дозволити заміну інших покутних практик на п'ятниці поза Великим постом, але певна форма покаяння повинна дотримуватися в усі п'ятниці року в пам'ять дня тижня Розп'яття Господнього. Утримання в усі п'ятниці поза Великим постом все ще є переважною практикою серед багатьох католиків, які вважають за краще підтримувати цю традицію, а не замінювати її іншою покутою. Більшість єпископських конференцій не дозволили замінити п'ятниці Великого посту альтернативною покутою. Жодна єпископська конференція не скасувала обов'язок посту чи стриманості в Попільну середу та Страсну п'ятницю.
Піст і стриманість регулюються канонами 1250—1253 Кодексу канонічного права 1983 року. Вони уточнюють, що всі п'ятниці в році і час Великого посту є покутними для всієї Церкви. Усі дорослі (ті, хто досяг «повноліття», що за канонічним правом становить 18 років) зобов'язані церковним правом постити в Попільну середу та Страсну п'ятницю до початку свого шістдесятиріччя. Усі особи, яким виповнилося чотирнадцять років, зобов'язані дотримуватися закону утримання в усі п'ятниці, якщо п'ятниця не є урочистою, і знову в Попільну середу; але на практиці ця вимога була значно зменшена Єпископськими Конференціями, тому що згідно з Каноном 1253, саме ці Конференції мають повноваження встановлювати місцеві норми щодо посту та утримання на своїх територіях. Зазвичай не відмовляються від правила посту й утримання в Попільну середу та Страсну п'ятницю.
Католики можуть їсти лише один повний обід у пісний день. Крім того, їм дозволяється їсти до двох невеликих порцій або перекусів, відомих як збірки. Церковні вимоги щодо посту стосуються лише твердої їжі, а не пиття, тому церковне законодавство не обмежує кількість води чи інших напоїв, навіть алкогольних, які можна споживати. Церковний закон про піст змінювався протягом століть, оскільки піст — це дисципліна, яка може бути змінена законною церковною владою.

### У лютеранстві
Посібник з дисципліни Великого посту описує наступні вказівки Лютеранського посту:
1. Постіться в Попільну середу та Страсну п'ятницю лише з одним простим прийомом їжі протягом дня, зазвичай без м'яса.
2. Утримуйтеся від споживання м'яса (кров'янистих страв) у всі п'ятниці Великого посту, замінивши, наприклад, рибу.
3. Виключіть їжу або групу продуктів на весь сезон. Особливо подумайте про збереження ситних і жирних страв на Великдень.
4. Подумайте про те, щоб не їсти перед причастям у Великий піст.
5. Утримайтесь або обмежте улюблене заняття (телебачення, кіно тощо) протягом усього сезону та приділяйте більше часу молитві, вивченню Біблії та читанню релігійних матеріалів.[6]

У багатьох лютеран є практика утримуватися від алкоголю та м'яса у п'ятниці Великого посту. Чорний піст історично дотримувався лютеранами у Страсну п'ятницю.

### В англіканстві
Книга спільних молитов Англіканської Церкви визначає «всі п'ятниці в році, крім Різдва» як «дні посту або утримання», поряд із сорока днями Великого посту, Вогненними днями, Ротаційними днями та чуваннями на найбільш визначні свята.
У Книзі спільних молитов протестантської єпископальної церкви в Сполучених Штатах Америки 1928 року описано «всі п'ятниці в році, крім Різдва та Богоявлення, або будь-яку п'ятницю, яка може перебувати між цими святами», як дні, «у які церква вимагає такої міри утримання, яка більше підходить для надзвичайних дій і вправ відданості».

### В методизмі
Методистські церкви традиційно заохочують своїх прихильників постити по п'ятницях протягом року. Загальні правила, написані засновником методизму Джоном Веслі, стверджують: «Від усіх, хто бажає залишатися в цих спільнотах, очікується, що вони продовжуватимуть засвідчувати своє прагнення до спасіння, беручи участь у всіх Божих таїнствах, таких як: публічне поклоніння Богу; служіння Слова, прочитаного або викладеного; Вечеря Господня; сімейна та особиста молитва; дослідження Святого Письма; піст або утримання». Основна методистська літургійна книга «Недільна служба методистів» (зібрана Веслі), а також «Настанови, надані товариствам оркестрів» (25 грудня 1744 р.), зобов'язують пост і утримання від м'яса в усі п'ятниці року (за винятком Різдво, якщо воно припадає на п'ятницю), звичай, який знову підкреслив Фібі Палмера і став стандартом у методистських церквах руху святості.
Веслі вимагав постити як у середу (на згадку про зраду Христа), так і в п'ятницю (на згадку про Його розп'яття та смерть) для тих, хто шукав висвячення.